# جوني هوفمان
جوني هوفمان (بالفرنسية: Johny Hoffmann)‏ هو لاعب كرة قدم لوكسمبورغي، ولد في 12 أكتوبر 1944، وتوفي في 7 فبراير 2018.

## وصلات خارجية
- جوني هوفمان على موقع قاعدة بيانات كرة القدم.إي يو (الإنجليزية)
- جوني هوفمان على موقع ناشيونال فوتبول تيمز (الإنجليزية)